# Little Compton (Warwickshire)
 (janvier 2018).
Si vous disposez d'ouvrages ou d'articles de référence ou si vous connaissez des sites web de qualité traitant du thème abordé ici, merci de compléter l'article en donnant les références utiles à sa vérifiabilité et en les liant à la section « Notes et références ».
Pour les articles homonymes, voir Little Compton.
Little Compton est un petit village anglais situé dans le district de Stratford-upon-Avon et le comté de Warwickshire.
Little Compton se situe à l'extrême sud du comté, à 6 km au nord-ouest de Chipping Norton. Le village était situé à l'origine dans le Gloucestershire, mais a été transféré au Warwickshire en 1845, et au diocèse d'Oxford en 1919. Il s'agit d'un village isolé et attrayant, avec de nombreuses maisons construites en pierres couleur miel caractéristiques des Cotswolds.